# 김보나
김보나(1990년 7월 24일 ~ )은 한국의 여자 성우다. 2016년 대원방송 성우극회 공채 7기로 입사하였다. 2018년 11월 1일 부터 '김보나'로 개명했다.

## 출연 작품

### 애니메이션
- 꼬마마법사 레미 - 유사랑
- 100% 파스칼 선생님 - 김지나
- 12영웅전사
- 나의 히어로 아카데미아 - 우와바미
- 던전 앤 파이터 숙명의 문 - 메이, 소시아
- 드래곤볼 슈퍼 - 하루, 헬레스 외
- 스타크로스 - 쿠쿠, 만세 외
- 스핀파이터 - 앳, 피치, 게일 엄마 외
- 원피스 (대원방송) - 무사토비, 어린 니디, 샬롯 스무디(샬롯 가의 14녀), 샬롯 조스카르포네(샬롯 가의 29녀), 샬롯 돌체(샬롯 가의 45남), 베이비 5, 모차
- 오소마츠 6쌍둥이
- 유희왕 ARC-V
- 날아라! 호빵맨 - 치즈, 딸랑이
- 유희왕 VRAINS - 어린 김유찬 외
- 이토 준지 컬렉션 - 소이치의 엄마 외 단역
- 톰소여의 모험 (대원방송)
- 플랜더스의 개 (대원방송)
- 학원 베이비시터즈 - 마미츠카 타쿠마, 쿠마츠카 야요이
- 해피니스 차지 프리큐어! - 알로알로 외
- 호기심대장 쥬 - 할머니 (2기 한정)
- Go! 프린세스 프리큐어 - 아로마
- 키다리 아저씨(대원방송)

### KBS
- 또봇 V (KBS) - 스웨그
- 테테루 (KBS) - 이비/테릴리
- 몬스터 탑 - 설아 . 티라쿤
- 코드네임 X - 커트 러브
- 브레드 이발소 4:베이커리 빵 스타즈 - 샌디트위스트

### 타사
- 디센던츠 3 (디즈니) - 말
- 아발로 왕국의 엘레나 (디즈니)
- 아울 하우스 (디즈니) - 이들린 이다
- 꼬마버스 타요 시즌6 - 롱, 토잉
- 와츄! 프리매직 - 제니퍼
- 아따맘마 2023 - 남선남
- 꼬미마녀 라라 - 라라
- 반짝이는 프리☆채널 - 나나호시 아이라(아라)
- 햄스터와 그레텔 (디즈니) - 그레텔
- 새콤달콤 캐치! 티니핑 - 쪼꼬핑

### 극장용 애니메이션
- 극장판 귀멸의 칼날: 무한열차편 - 렌고쿠 루카, 카마도 타케오
- 마이펫의 이중생활 2 - 기젯
- 소울 - 제리4
- 엔칸토: 마법의 세계 - 이사벨라 마드리갈
- 장화신은 고양이: 끝내주는 모험 - 마마 루나
- 트롤: 밴드 투게더 - 브리짓

### 외화
- 드래곤 길들이기 - 러프넛(브로윈 제임스)
- 변호사 쉬헐크 - 타이타니아(자밀라 자밀)
- 토르: 러브 앤 썬더 - 제인(나탈리 포트만)
- 톨 걸 - 파리나

### 특촬물
- 가면라이더 고스트 - 한지호 외
- 가면라이더 이그제이드 - 어린시절의 현도현
- 파워레인저 애니멀포스
- 파워레인저 갤럭시포스 - 아캄바

### 게임
- 쿠키런: 킹덤 - 블랙레이즌맛 쿠키
- 원신 - 로자리아, 로데이아
- 던전앤파이터 - 여마법사(숙명의 문), 루실 레드메인, 아드라스, 오닉스 블랙, 콜링 제이드
- 별의 커비 디스커버리 - 두근두근한 발견 드림 투어 가이드

### 예능
- 아메리카 퍼니스트 홈 비디오: 동물 에디션 - 여자 나래이션

## OST
- 빨강머리 앤 오프닝 들리니, 엔딩 사라지지 않은 꿈 김은연
- 키다리 아저씨 오프닝 Growing Up 김보나